# Ballerup Bibliotekerne
Ballerup Bibliotekerne omfatter Ballerup Bibliotek , Måløv Bibliotek og Skovlunde Bibliotek og udgør biblioteksvæsnet i Ballerup Kommune.
Bibliotekernes samlede materialebestand er over 300.000 enheder; det årlige udlån udgør over 800.000 enheder – fordelt med ca. 2/3 på bogudlån og 1/3 udlån af andre materialer; Mere end 600.000 besøger årligt bibliotekerne i Ballerup Kommune.[kilde mangler]
Bibliotekerne har et makerspace.

## Filialerne

### Ballerup Bibliotek
Ballerup Bibliotek, der er tegnet af arkitekt Hans Dall, er centralt placeret ved Stationspladsen i Ballerup. Biblioteket blev taget i brug 1982.

### Måløv Bibliotek
I Måløv danner det gamle mejeri rammen om bydelens bibliotek. Efter at have haft til huse på Liljevangsvej i perioden 1954 til 1968 og på Kratvej i perioden 1968 til 1974, åbnede biblioteket sine lokaler i den nuværende placering i mejeriet 1. oktober 1974. I 2011 skiftede biblioteket status og benævnelse til: Kulturhus Måløv

### Skovlunde Bibliotek
Skovlunde Bibliotek er et filialbibliotek beliggende i Skovlunde Center Syd i Skovlunde. Biblioteket blev indviet i maj 1978. I 2011 skiftede biblioteket status og benævnelse til: Skovlunde Kulturhus.

## Reference
1. ↑  Michael Anker; Thomas Sture Rasmussen (3. december 2018), "Ballerup Bibliotekernes Makerspace: - Eksempel fra praksis", Nordisk Tidsskrift for Informationsvidenskab og Kulturformidling, 7 (2): 46-51, doi:10.7146/NTIK.V7I2.111299, Wikidata  Q115165543

## Ekstern kilde/henvisning
Ballerup Bibliotekernes hjemmeside
| Bogstak | Spire Denne biblioteksrelaterede artikel er en spire som bør udbygges. Du er velkommen til at hjælpe Wikipedia ved at udvide den. |

|  | Denne artikel om en bygning eller et bygningsværk kan blive bedre, hvis der indsættes et (bedre) billede. Du kan hjælpe ved at afsøge Wikimedia Commons for et passende billede eller lægge et op på Wikimedia Commons med en af de tilladte licenser og indsætte det i artiklen. |

|  | Denne artikel er mærket geografiske koordinater mangler og der er defineret et hovedkvarter Pt. kan skabelonen, som sættes denne besked, ikke håndtere geografiske koordinater på et hovedkvarter. Men der arbejdes på sagen. Du kan hjælpe ved at indsætte koordinater i wikidata. |